# Kostel svatého Petra a Pavla (Prunéřov)
Římskokatolický kostel svatého Petra a Pavla stával v Prunéřově v okrese Chomutov. Až do svého zániku býval farním kostelem v prunéřovské farnosti.

## Historie

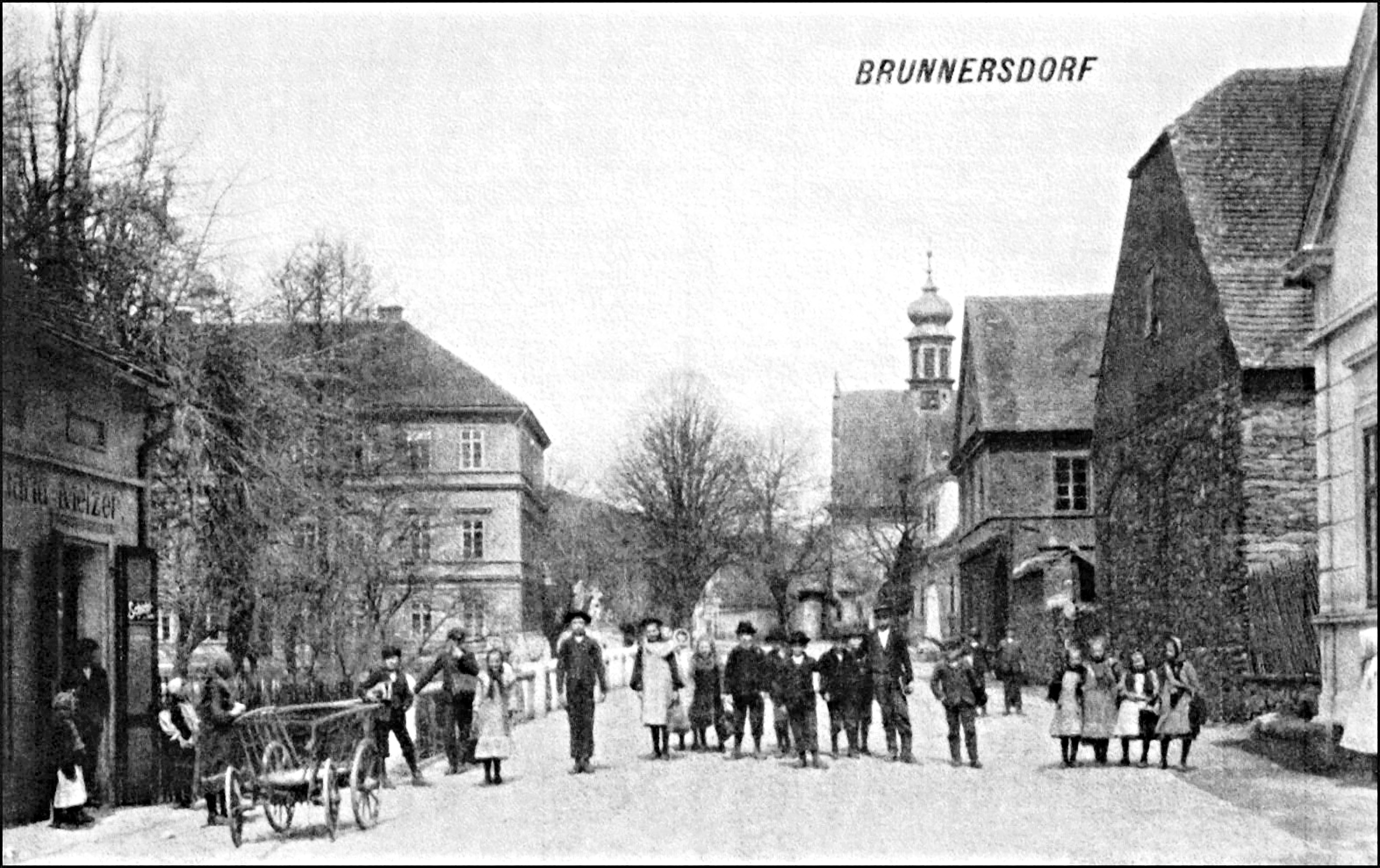
Prunéřov na počátku 20. století

Prunéřovský gotický kostel pocházel ze třináctého století, ale první písemná zmínka o něm pochází až z roku 1384.
V sedmnáctém století započaly úpravy v renesančním slohu, ale významnější barokní přestavbu provedl snad podle plánů kadaňského J. K. Kosche až stavitel T. Melzer v letech 1750–1754. Financoval ji František Michal Martinic. Kostel byl zbořen společně s větší částí vesnice v letech 1962–1966.

## Stavební podoba

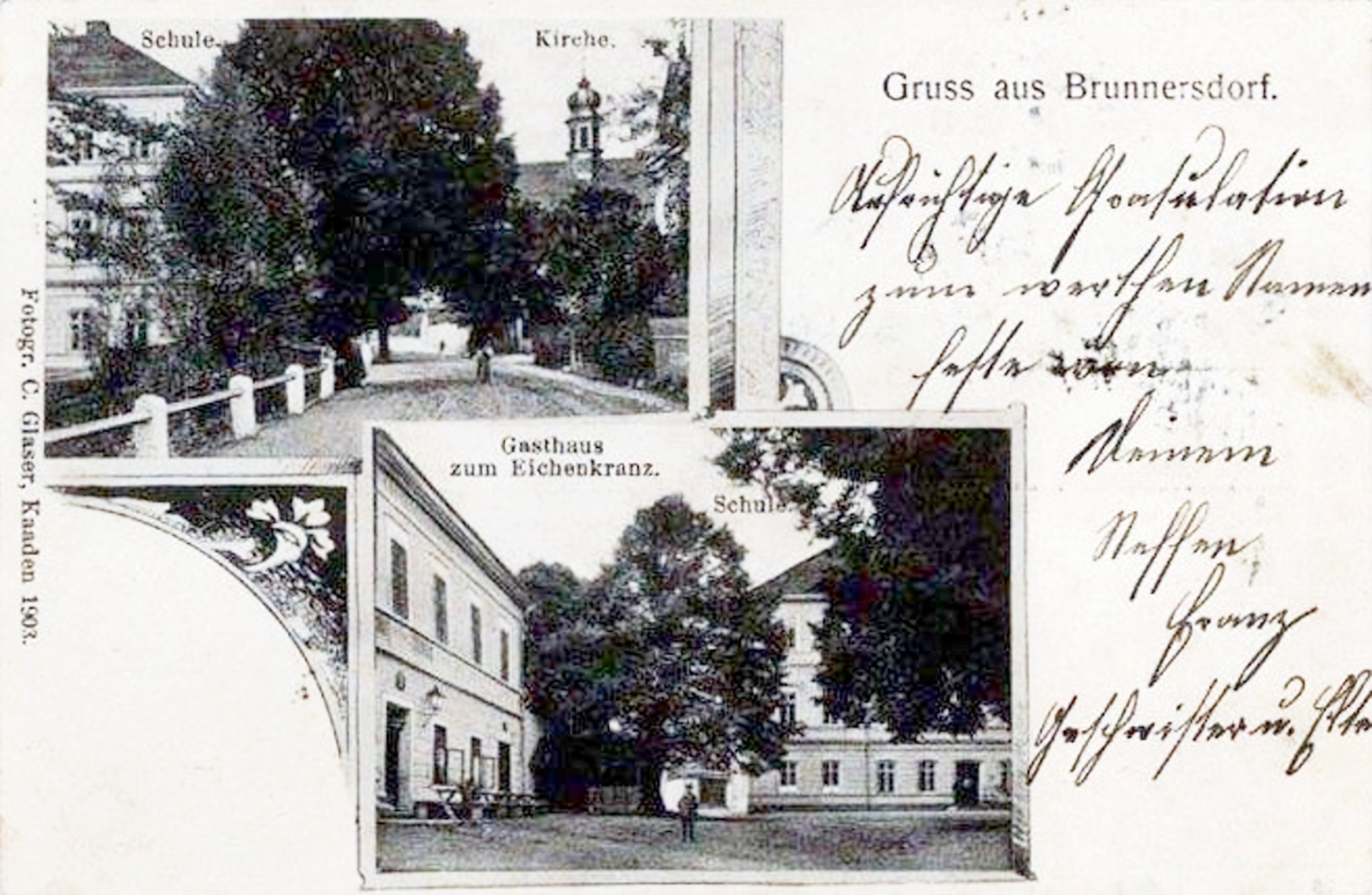
Kostel na pohlednici z roku 1903

Jednolodní kostel měl obdélný půdorys a pravoúhlý gotický presbytář zaklenutý křížovou klenbou, ke kterému přiléhala sakristie s oratoří. Fasády byly členěné lizénovými rámy a obdélnými okny se segmentovým zakončením. Východní průčelí zdůrazňoval renesanční štít se sochami patronů kostela a Panny Marie ve výklencích.

## Zařízení
Vnitřní zařízení kostela bylo přemístěno do kláštereckého zámku a do kadaňského děkanství, kde byla mimo jiné uložena plastika svaté Anny Samotřetí od Ulricha Creutze z doby okolo roku 1525. Zvon z první čtvrtiny 16. století zdobený latinskými nápisy v gotické minuskule byl po rekvizici (1942) a restituci (1946) přesunut do Českých Budějovic, kde od 6. května 1948 visí v kostele Božského srdce Páně.